# Únos letounu do NSR dne 18. dubna 1972
Únos letounu do NSR dne 18. dubna 1972 byl únos letounu typu L-410A Turbolet s imatrikulací OK-ADP na pravidelné lince Praha – Mariánské Lázně společnosti Slovair, během něhož byl postřelen druhý pilot letounu Robert Pfleger a první pilot byl donucen přistát s letounem v Norimberku. Oba únosci byli posléze německým soudem odsouzeni na 7 let vězení. Motivem únosu byla emigrace do tehdejšího NSR.

## Posádka
- V. Kárník – 1. pilot
- R. Pfleger – 2. pilot

## Únosci
- Karel Doležal (28 let)
- Antonín Lerch (24 let)

Oba únosci patří mezi recidivisty. Každý z nich byl shodou okolností před únosem čtyřikrát soudně trestán (krádeže, vloupání do chat, neplacení výživného, nedovolené držení zbraně, apod.). Jeden z nich se dokonce teprve měsíc před únosem vrátil z vězení.

## Průběh únosu

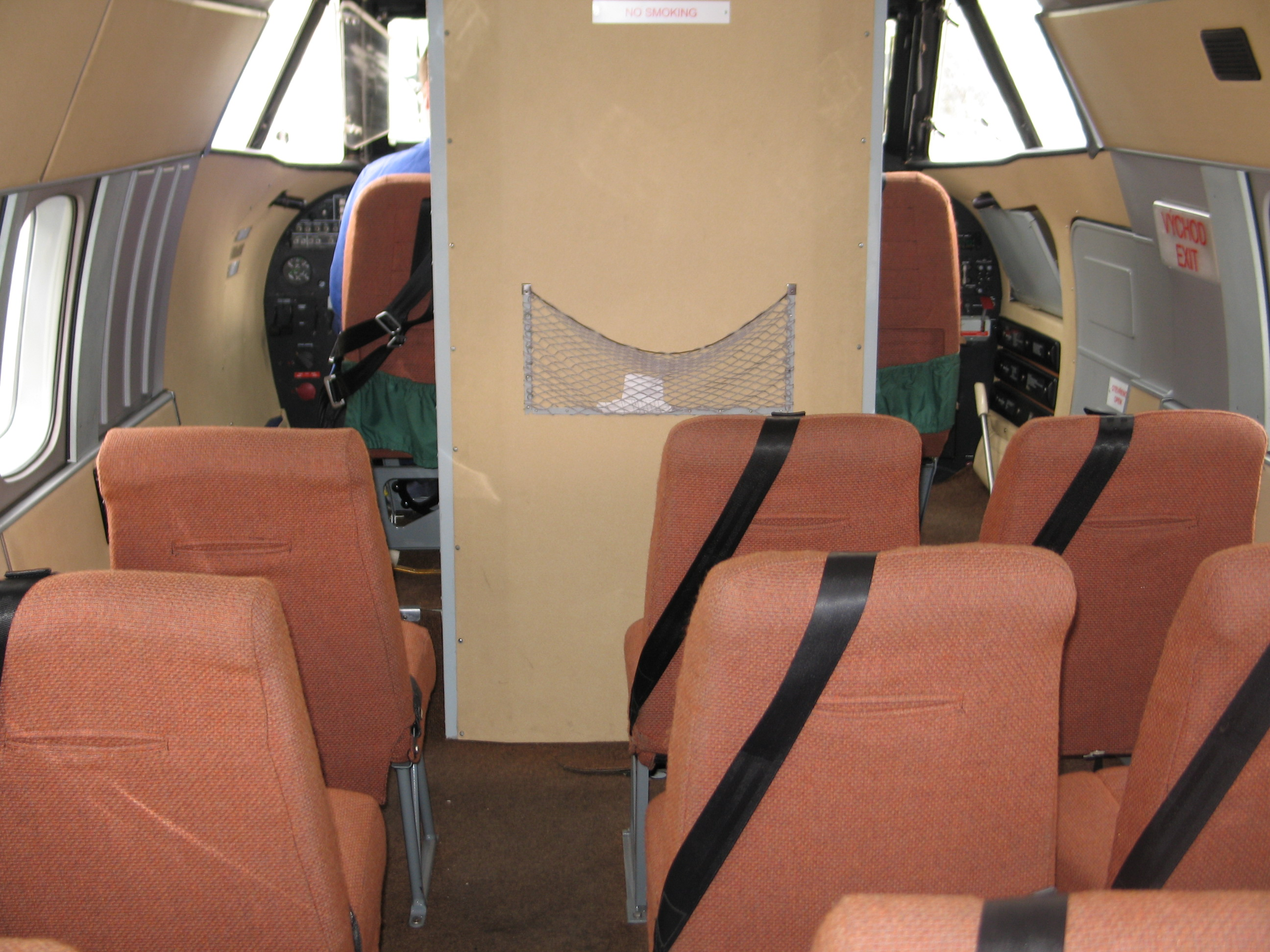
Interiér Turboletu

Letoun odstartoval přibližně v 8:10. Let probíhal zpočátku normálně, ale zhruba po dvaceti minutách letu pilot najednou oznámil dispečinku letiště v Karlových Varech: Jsme přepadeni! Střílí se na palubě! Na žádost dispečera o opakování zprávy odpověděl: Na palubě se střílí, nevím, co se bude dít! Po chvilce ticha pilot požádal dispečink: Žádáme na Stuttgart! Máme pistoli v zádech! Následně mu dispečer povolil pokračovat v letu směrem na Cheb. Od 8:39 se letadlo už dispečinku nehlásilo.
Únosci si uvnitř letounu rozdělili role. Karel Doležal byl v přední části letounu s pistolí v ruce a držel v šachu piloty. Antonín Lerch stál v zadní části letounu s druhou pistolí a v ruce měl balíček výbušniny. Nakonec letoun s cestujícími a posádkou přistál v Norimberku, kde byli únosci zatčeni. Vyšetřující soudce na ně uvalil vazbu. Ostatní cestující se ještě téhož dne vrátili do Prahy. Stejně jako i v jiných případech únosů Turboletů pachatelům pomohlo, že prostor pro piloty nebyl oddělen bezpečnostní přepážkou od prostoru pro cestující. K určitému řešení tohoto problému výrobce Turboletů Let Kunovice přistoupil až po dalším únosu letounu do NSR, který proběhl dne 8. června 1972.

## Střelba na palubě letounu
První pilot V. Kárník najednou uslyšel ránu a ucítil spálený střelný prach. Potom se druhý pilot chytil za rameno a křičel, že je postřelený. Únosce Karel Doležal vystřelil celkem dvakrát. Jedna z kulek nikoho nezranila a pouze udělala otvor v přední části trupu letounu. Další projektil zasáhl druhého pilota Roberta Plegera a uvízl v jeho podpažní jamce v blízkosti pravé plíce. Letounem cestovala i zdravotní sestra R. Kohlíčková, která poskytla postřelenému druhému pilotovi první pomoc. Zjistila, že silně krvácí a má slabý puls. Nakonec byl po třech dnech propuštěn z pražské nemocnice do domácího léčení zatím bez operace, protože před operativním vyjmutím kulky bylo nutné vyčkat na zhojení střelného kanálu.

## Rozsudky
Československo požádalo o vydání pachatelů. Německé orgány této žádosti nevyhověly. Nedlouho před únosem byla v Německu výrazně zvýšena výměra trestu za únos dopravního prostředku. Oba pachatele odsoudili k trestům odnětí svobody na 7 let. Politický azyl jim německé orgány nejprve zamítly. Nakonec únosci získali azyl v roce 1976 na základě rozhodnutí správního soudu.

## Zajímavost
Letoun L-410 Turbolet s imatrikulací OK-ADP, kterého se 18. dubna 1972 zmocnili únosci a navedli do Německa, je dnes umístěn v Leteckém muzeu v Kunovicích, nedaleko továrny, kde byl před lety vyroben.